# La drum cu tata
La drum cu tata este un film românesc din 2016 regizat de Anca Miruna Lăzărescu. Rolurile principale au fost interpretate de actorii Alex Mărgineanu, Răzvan Enciu, Ovidiu Schumacher.

## Distribuție
Distribuția filmului este alcătuită din:
- Marcela Nistor — Neli
- Alex Mărgineanu — Mihai
- Ovidiu Schumacher — William
- Ana Ularu — Dr. Sanda Berceanu
- Răzvan Enciu — Emil
- Manuel Klein-Hans — Hans Uwe
- Susanne Bormann — Ulli
- Doru Ana — Ofițerul de securitate
- Anna Schumacher; asistenta germană